# Michał Półtorak
Michał Półtorak (ur. 1950) – polski skrzypek występujący m.in. w zespole Grzegorza Turnaua, członek grupy Anawa od 1976 roku i jej kierownik muzyczny od roku 1980, występujący i nagrywający z Markiem Grechutą. Gra na skrzypcach (a także na mandolinie) w Piwnicy pod Baranami, gdzie grają także jego dzieci – Maciej oraz Agata Półtorak – dyplomowana skrzypaczka.
Michał Półtorak nagrał płyty – w tym z muzyką filmową, głównie Zbigniewa Preisnera. Był wykonawcą drugiego planu, akompaniatorem, o którym Agnieszka Osiecka napisała, że „on na scenie współczuje”. O sobie mówi, że od zawsze niezmiennie, nie lubi ćwiczyć, lubi grać. O tym, że został muzykiem zdecydował przypadek. Zdjęcie zrobione 6-letniemu Michałowi przy fortepianie w przedszkolu na krakowskich Dębnikach tak mu się spodobało, że rodzice zapisali go do szkoły muzycznej. Brnął przez nią do liceum, kiedy to wreszcie polubił granie. Grywał wszędzie, gdzie go zaproszono, bo granie dawało mu przyjemność i niezależność finansową. W tym czasie, Michał z przyjacielem Andrzejem Lechowskim (potem Teatr STU, Old Metropolitan Band, od lat w Kolumbii), trafili do domu kultury przy ulicy Krowoderskiej, gdzie pod opieką instruktora, zwanego Mordeczką, grali w zespole Truwerzy 70. W czasie egzaminów wstępnych do PWSM, przyjaciele przez cały tydzień grali dla pieniędzy w restauracji na Gubałówce. Codziennie, nocnym pociągiem jechali do Krakowa, by zdążyć rano na egzamin, po którym wracali pod Tatry. Michał Półtorak trafił do Marka Grechuty na tygodniowe zastępstwo, a został 14 lat.

## Dyskografia
- 1977: Marek Grechuta Szalona lokomotywa
- 1981: Marek Grechuta Śpiewające obrazy
- 1987: Marek Grechuta Wiosna – ach to ty
- 1989: Marek Grechuta Krajobraz pełen nadziei
- 1991: Grzegorz Turnau Naprawdę nie dzieje się nic
- 1992: Grzegorz Turnau Pod światło
- 1994: Grzegorz Turnau Turnau w Trójce
- 1995: Grzegorz Turnau To tu, to tam
- 1996: Pięć oceanów
- 1997: Grzegorz Turnau Tutaj jestem
- 1998: Grzegorz Turnau Księżyc w misce
- 1998: Grzegorz Turnau Ultima
- 2000: Marek Grechuta Magia obłoków (rozszerzona reedycja z dodatkowymi nagraniami)
- 2000: Marek Grechuta Szalona lokomotywa (rozszerzona reedycja z dodatkowymi nagraniami)
- 2002: Grzegorz Turnau Nawet
- 2004: Grzegorz Turnau Cafe Sułtan
- 2005: Marek Grechuta Godzina miłowania
- 2012: Urszula Makosz Bluer than Blue